# 79912 Terrell
79912 Terrell este un asteroid din centura principală de asteroizi.

## Descriere
79912 Terrell este un asteroid din centura principală de asteroizi. A fost descoperit pe 10 februarie 1999 la Bâton-Rouge de W. R. Cooney Jr. și E. Kandler. Asteroidul prezintă o orbită caracterizată de o semiaxă mare de 2,67 ua, o excentricitate de 0,16 și o înclinație de 10,7° în raport cu ecliptica.